# Carmen Stephan

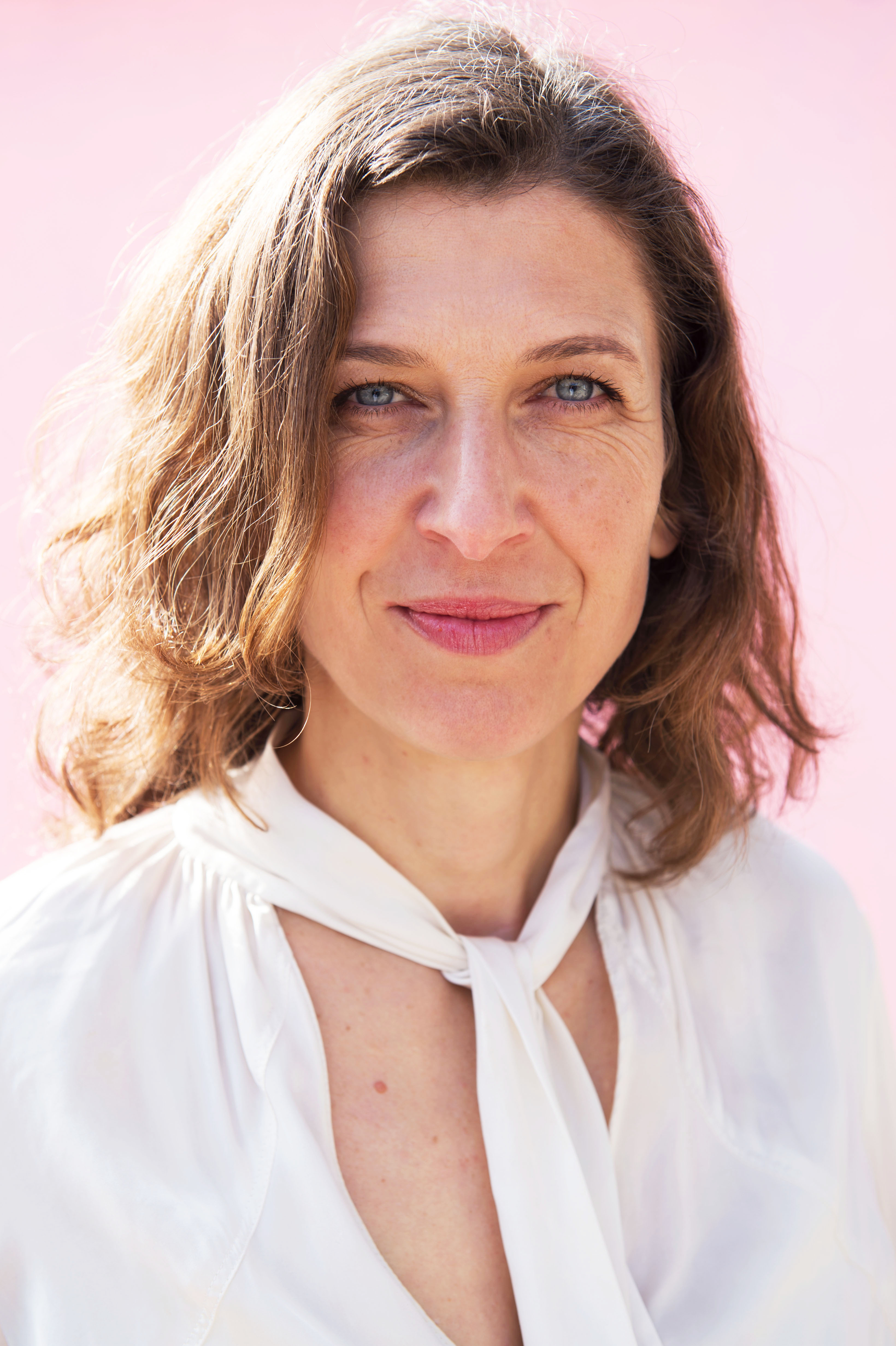
Carmen Stephan

Carmen Stephan (* 1. August 1974 in Berching, Bayern) ist eine deutsche Schriftstellerin und ehemalige Journalistin.

## Leben
Carmen Stephan arbeitete als freie Journalistin für Zeitschriften wie SZ-Magazin, Du, FAS und leitete eine Zeit lang das Kulturressort von Spiegel Online. Sie lebte und arbeitete eine Zeit lang in Madrid, Dublin, Hamburg und München. Außerdem verbrachte sie von 2002 bis 2004 in Rio de Janeiro, wo sie sich mit der Arbeit des Architekten Oscar Niemeyer befasste. 2005 erschien ihre Porträtsammlung Brasília Stories im  Blumenbar-Verlag. Ihr Romandebüt Mal Aria erschien 2012. 2017 erschien ihr Roman It’s all true, die Zeit schrieb: „Die Schilderung zeigt große Sensibilität fürs Detail und erfährt genau deswegen eine metaphysische Aufladung, die an Hemingways Der alte Mann und das Meer erinnert.“.

## Auszeichnungen
- 2012 Literaturpreis der Jürgen Ponto-Stiftung
- 2013 Stipendium der Deutschen Akademie Rom (Casa Baldi)[4]
- 2013 Sepp-Schellhorn-Stipendium
- 2013 Stadtschreiber in Brasilien, Goethe-Institut[5]
- 2013 Debütpreis des Buddenbrookhauses[6]
- 2016 Literaturstipendium des Freistaates Bayern[7]

## Werke
- 2005 Brasília Stories. Blumenbar, ISBN 3-936738-19-X.
- 2012 Mal Aria. S. Fischer Verlag, ISBN 978-3-10-075141-6.
- 2017 It’s all true. S. Fischer Verlag, ISBN 978-3-10-397305-1.